# Крижанец
Крижанец је насељено место у саставу општине Свети Илија у Вараждинској жупанији, Хрватска. До територијалне реорганизације у Хрватској налазио се у саставу старе општине Вараждин.

## Становништво
На попису становништва 2011. године, Крижанец је имао 324 становника.

## Попис1991.
На попису становништва 1991. године, насељено место Крижанец је имало 313 становника, следећег националног састава:
| Попис 1991.‍ | Попис 1991.‍ | Попис 1991.‍ | Попис 1991.‍ | Попис 1991.‍ |
| ----------- | ----------- | ----------- | ----------- | ----------- |
|             |             |             |             |             |
| Хрвати      | Хрвати      |             | 312         | 99,68%      |
| Срби        | Срби        |             | 1           | 0,31%       |
| укупно: 313 |             |             |             |             |